# Futurama (computerspel)
Futurama is een 3D platformspel gebaseerd op de gelijknamige animatieserie. Het spel is ontwikkeld door Unique Development Studios en uitgebracht voor de PS2 en Xbox. Een versie voor de Nintendo GameCube stond ook gepland, maar is nooit gemaakt.

## Verhaallijn
Mom koop Planet Express voor cynische redenen. Fry, Bender, Leela, en Zoidberg moeten haar stoppen voor ze het universum kan overnemen.
Het spel begint met Professor Hubert Farnsworth die zojuist het bedrijf heeft verkocht aan Mom, nadat het bedrijf steeds minder winst maakte. Nu ze de Planet Express bezit, bezit Mom 50% van de planeet Aarde en wordt de alleenheerser over de planeet. Ze maakt alle mensen tot slaven. Fry, Leela, Bender en Farnsworth proberen te ontsnappen, maar hun schip is (op dit moment) kapot. Terwijl de anderen het schip repareren, moet Fry een hamer vinden. Hij komt om het leven wanneer een grote lading staal en troep op hem valt, maar hij wordt weer tot leven gebracht met de reanimator van de professor. Nadat het schip is gerepareerd, moet Fry nog een reservemotor vinden. Zodra ze de motor hebben, verlaten ze de aarde.
Moms plannen blijken al snel veel groter dan enkel een verovering van de Aarde. Ze wil de aarde in een groot oorlogsschip veranderen om het universum te overheersen. Om de planeet uit zijn baan om de zon te brengen heeft ze een grote Dark Matter motor nodig, die alleen Professor Hubert Farnsworth kan bouwen. Ze vangt het Planet Express schip in een trekstraal. Bender ontsnapt met de reanimator, en zet de trekstraal af. Moms schip vangt het Planet Express schip. Ze hakken het hoofd van de professor af en stoppen het in een pot, waarna ze het schip en de overige crewleden naar de zon lanceren.
De zon blijkt een bewoonbaar oppervlak te hebben. De inwoners zijn doodsbang voor de Zonnegod, die al velen van hen heeft gedood om zijn eigen ondode leger te maken. Leela verslaat hem in ruil voor Dark Matter brandstof voor het schip. De crew vertrekt naar de planeet Bogad, de thuisplaneet van Professor Farnsworths mentor Adoy. Hij is vermoedelijk de enige die een plan kan bedenken om Mom te stoppen. Ondertussen krijgt Mom haar Dark Matter motor, en begint nabijgelegen planeten te verwoesten.
Op Bogad onthuld Adoy een tijdmachine, waarmee de crew terug in de tijd kan reizen om Mom te stoppen voordat ze zo machtig wordt. Ze reizen naar het verleden en arriveren daar kort voor het moment waarop de professor Planet Express verkocht.
De crew arriveert in Moms bedrijf, net op tijd om de verkoop te stoppen. Mom stuurt een moordlustige robot op hen af. De crew kan deze maar net verslaan, maar wordt vervolgens gedood door Moms zonen. Professor Hubert Farnsworth vecht zelf nog even met Mom, maar vlucht dan.
Het spel eindigt met hetzelfde filmpje als waar het mee begon: de professor keert terug naar de Planet Express en vertelt zijn daar aanwezige personeel dat hij het bedrijf heeft verkocht. Hierna begint het spel weer bij level 1, wat aangeeft dat de personages zich in een zichzelf herhalende paradox bevinden.

## Speelwijze

### Overzicht
In Futurama bestuurt de speler vier bespeelbare personages in verschillende levels. De levels zijn erop gemaakt om maar 1 personage tegelijk te gebruiken. De meeste levels zijn een combinatie van vechten, springen en wat puzzels. Door levels uit te spelen komen nieuwe tussenfilmpjes beschikbaar die meer informatie geven.

### Personages
- Fry: De enige die wapens gebruikt. Hij vecht met een hamer en een railgun.
- Bender: Bender maakt gebruik van zijn brute kracht. Hij kan omdat hij geen wapens heeft een speciale move uitvoeren genaamd de Super-spin Attack.
- Leela: is erg wendbaar en gebruikt haar vechtsporttraining als wapen. Ze kan verschillende kung fuachtige bewegingen gebruiken.
- Zoidberg: komt enkel voor in een race tegen de klok level.

### Speciale voorwerpen
Ieder personage heeft zijn of haar eigen unieke voorwerpen die ze kunnen verzamelen voor verschillende effecten.

#### Gezondheid
- Fry: blikjes met Slurm
- Bender: “oude fortran” en olie.
- Leela: vitamines

#### Gevechten
- Fry: extra munitie (die ook de speler kunnen doden als hij te dichtbij komt).
- Bender en Leela: een powerup voor hun special move.

#### Kostbaarheden
Na 25 kostbaarheden te hebben verzameld krijgt de speler een extra leven.
- Fry: dollars
- Bender: robobium
- Leela: goudstaven
- Zoidberg: visgraten

## Spelontwikkeling
De ontwikkeling van het spel begon voordat de serie werd stopgezet, maar het spel kwam pas uit toen de laatste aflevering al was uitgezonden. Derhalve staat het spel ook wel bekend als een “verloren aflevering”, mede omdat het spel een half uur aan nieuw beeldmateriaal bevat.
Veel van de crew uit de Futurama serie werkte ook mee aan het spel. Matt Groening was de uitvoerend ontwerper en David X. Cohen regisseerde de stemacteurs. De stemacteurs waren dezelfde als uit de serie: Billy West, Katey Sagal, John DiMaggio, Tress MacNeille, Maurice LaMarche, en David Herman. Voor het spel componeerde Christopher Tyng nieuwe muziek. Hij componeerde al eerder muziek voor de animatieserie. Scriptschrijfer en producer J. Stewart Burns bedacht de plot van het spel.
Een groot deel van het spel draait om de humor. De tussenfilmpjes bevatten veel grappen, en de personages maken in het spel ook geregeld grappige opmerkingen.

## Aflevering
Alle tussenfilmpjes in het spel hebben een gezamenlijke lengte van 30 minuten, precies de lengte van een aflevering van de serie. Deze 30 minuten zijn namelijk bedoeld als een soort onofficiële 73e aflevering van de serie. Deze aan elkaar gemonteerde filmpjes verschenen ook onder de naam Futurama: The Lost Adventure als extra op de dvd van Futurama: The Beast with a Billion Backs.